# Jan Bernard Pálffy
Jan (IV. / V. Bernard Štěpán) Pálffy z Erdődu (maďarsky Erdődi gróf Pálffy V. János Bernard István; 20. srpna 1663 Červený Kameň – 24. března 1751 Prešpurk/Bratislava) byl uherský šlechtic, vojevůdce, palatin (1741–1751), zemský soudce a chorvatský bán. Ke konci života byl důvěrníkem císařovny Marie Terezie, která jej nazývala Vater Pálffy.

## Životopis
Narodil se do rodu Pálffy-Erdődyů, jednoho z nejvýznamnějších uherských šlechtických rodů.
Jak osmnáctiletý vstoupil do habsburské císařské armády. V roce 1686 byl za statečnost při osvobozování Budína jmenován pobočníkem hlavního velitele císařského vojska vévody Karla V. Lotrinského. Po jeho smrti bojoval společně s Evženem Savojským v Itálii a Uhersku.
V roce 1693 byl povýšen na generála a v roce 1700 na polního podmaršála. Na začátku války o španělské dědictví bojoval proti císařovým nepřátelům v Bavorsku a po vypuknutí Rákocziho povstání zůstal věrný císaři.
V roce 1704 byl jmenován chorvatským bánem, kterým byl až do roku 1732. V témže roce byl také jmenován do funkce zástupce velitele protikuruckých vojsk Siegberta Heistera a povýšen na generála jezdectva. V roce 1705 zvrátil výsledek bitvy u Budmeric ve prospěch císařských vojsk útokem do týla nepřítele.
Rozhodující měrou se podílel na vítězství císařských vojsk v bitvě u Trenčína v roce 1708. V roce 1709 byl povýšen do hodnosti polního maršála. Po Heisterově sesazení ho císař Josef I. jmenoval velitelem habsburských vojsk v Uhersku. Dne 1. května 1711 přijal na Majténském poli (v dnešním Rumunsku) kapitulaci posledních 12 000 kuruckých bojovníků.
Po porážce Rákocziho povstání se stal hlavním županem Šarišské stolice. Ve válce proti Turkům v letech 1716–1718 byl hlavním velitelem císařského jezdectva.
Po uzavření Požarevackého míru (21. července 1718) ho císař Karel VI. jmenoval uherským místodržícím, dědičným hlavním kapitánem Bratislavského hradu a županem Bratislavské stolice. Po nástupu Marie Terezie od roku 1741 zastával post uherského palatina.